# Tecla de función

Teclado QWERTY de 105 teclas, con distribución español de Hispanoamérica. Diagrama de teclado de una computadora mostrando las teclas de función en naranja.

En informática, una tecla de función es una tecla en la primera línea de un teclado de computadora, que puede ser programada para que el sistema operativo o un determinado programa o aplicación realice ciertas acciones. En muchos equipos, algunas teclas de función tienen usos predeterminados en el arranque.
Las teclas de función pueden generar una secuencia corta de caracteres, a menudo comenzando como:
```
«Escape» (
ASCII
 27) o tecla 
Esc
, o bien enviar una secuencia de caracteres que es interpretada por el sistema operativo o algunos programas para iniciar rutinas o tareas predeterminadas.
```

Sobre un teclado estándar de computadora, las teclas por lo general están marcadas con una F seguida de un número, y en algunos modelos puede agregarse en algunas de ellas un pequeño texto o icono descriptivo de su efecto predeterminado.

## Usos habituales de un teclado de una computadora
Estas teclas, de F1 a F12, sirven como atajos para acceder más rápidamente a determinadas funciones que le asignan los distintos programas. Los siguientes son solo algunos ejemplos de aplicaciones predeterminadas que corren las teclas de función bajo distintos programas: existe una tendencia a la normalización de aplicaciones en determinadas teclas. En general, la tecla F1 está asociada a la ayuda que ofrecen los distintos programas, es decir que, pulsándola se abre la pantalla de ayuda del programa que se esté usando en este momento.
- F1: menús y rutinas de ayuda en la mayoría de los programas, por ejemplo AutoCAD, Microsoft Word, Microsoft Excel. En Firefox lleva a una página de ayuda en línea de Mozilla.[1]
- F2: renombra el archivo, acceso directo o carpeta seleccionada. Cambiar a opción de búsqueda, también para maximizar los juegos en red. En AutoCAD entra o sale del modo ortogonal.
- F3: inicia una búsqueda en el directorio donde se encuentra el usuario.
- F4: despliega el menú «Ir a» una carpeta diferente desde la barra de herramientas de una carpeta, buscar la lista de la barra de direcciones en el Explorador de Windows y en otros administradores de archivos. Pulsando ALT+F4 se cierra la ventana de trabajo actual. Combinando CTRL+F4 se cierra la ventana del navegador activa.
- F5: actualiza el contenido de la ventana seleccionada. «Buscar y reemplazar» en Microsoft Word. «Ir a» en Microsoft Excel. Cambia el plano de referencia en AutoCAD.
- F6: desplazarse por los elementos de la pantalla de una ventana o del escritorio. En AutoCAD modifica el estado del sistema de coordenadas.
- F7: en Microsoft Word y Excel lanza el revisor gramatical y ortográfico de textos. En AutoCAD pone o quita la grilla de referencia. En Firefox habilita la navegación con cursor o «caret browsing».
- F8: para arrancar la computadora en modo a prueba de fallos.
- F9: en Microsoft Word recalcula los códigos de campo. En Excel recalcula fórmulas. En Corel Draw abre una presentación como en Microsoft PowerPoint. En AutoCAD habilita o deshabilita el modo snap.
- F10: activar la barra de menús en el programa activo. En AutoCAD entra o sale del modo de coordenadas polares.
- F11: habilitar el modo a pantalla completa de diversos navegadores web, juegos y aplicaciones. En Microsoft Excel abre la ventana de inserción de gráficos.
- F12: en Microsoft Word y Excel abre la ventana de «Guardar como». En Chrome y Firefox abre las herramientas para desarrolladores

Varios de estos programas inician otras funciones, además mediante el uso de combinaciones de teclas que incluyen en varios casos a las de función.
Teclado IBM PC/Compatible IBM PC/Microsoft Windows (distribución española).

## En otros contextos
En el sistema operativo Mac OS 9 y anteriores, las teclas de función pueden ser programadas por el usuario mediante el panel de control de teclas de función, o corriendo un AppleScript. Todos los sistemas operativos Mac asignan funciones predeterminadas a varias de estas teclas. En las computadoras portátiles Apple todas las teclas tienen funciones básicas asignadas, como control de volumen y brillo, quitar discos y NumLock. Las funciones de programas pueden usarse presionando la tecla Fn junto a la tecla de función requerida, si bien la preferencia puede modificarse desde el menú de preferencias del sistema.
Además, las teclas de función tienen un uso básico en la interfaz BIOS. Durante el autotest de arranque se puede lograr acceso a la configuración de la BIOS mediante una tecla de función o la tecla Supr. Cada tecla de función puede tener propósitos diferentes según la BIOS, aunque la tecla F10 suele ser el estándar para grabar y salir.
En los sistemas basados en Linux al pulsar en las teclas Ctrl y Alt, acompañándolas de cualquier tecla de función muestran las consolas gráficas y de texto.